# 1. Fußball Club Schwalmstadt
1. Fußball Club Schwalmstadt é uma agremiação esportiva alemã fundada a 3 de abril de 2003 e sediada em Schwalmstadt, em Hessen.

## História
O clube recém-formado foi criado em 2003 com a fusão dos departamentos de futebol de SV Jahn 1871 Treysa e 1886 TuSpo Ziegenhain. A equipe obteve algum sucesso inicial, avançando à Oberliga Hessen (IV) em sua segunda temporada de depois de conquistar o título da Landesliga Hessen-Nord (V).
Já o TuSpo Ziegenhain foi criada, em 1886, como Turnverein Ziegenhain. Em 1951, o clube se fundiu com o Sportverein Rot-Weiß Ziegenhain para formar o Turn-und Sportverein Ziegenhain. A equipe ganhou a promoção para a Oberliga Hessen (IV) em 1979. O time evitou o rebaixamento após um 15º lugar, em 1985, ao derrotar Würges RSV por 1 a 0 no playoff, mas o descenso não foi evitado em 1988 após um 17º lugar.
O TuSpo fez a sua primeira aparição na DFB-Pokal, a Copa da Alemanha, em 1982.
O 1. FC utiliza as sedes de suas predecessoras associações para encenar partidas em casa, o Schwalm-Stadion, em Treysa, e o Stadion am Fünften, em Ziegenhain.
O clube participou por duas vezes da Hessenliga e por quatro temporadas, de 2004 a 2008 e, novamente, por duas temporadas, de 2009 a 2011. Na temporada 2011-2012, disputa a Verbandsliga mais uma vez após ser rebaixado da Verbandsliga Hessen-Nord.

## Títulos
Ligas
- Landesliga Hessen-Nord (V)
  - Campeão: 1979 (TuSpo), 2004, 2009

Copas
- Hesse Cup
  - Campeão: 1981;